# ريتشارد توماس (لاعب كريكت)
ريتشارد توماس (بالإنجليزية: Richard Thomas)‏ (15 يوليو 1867 - 18 ديسمبر 1918) هو لاعب كريكت بريطاني (وحمل سابقاً جنسية المملكة المتحدة لبريطانيا العظمى وأيرلندا).

## وصلات خارجية
- ريتشارد توماس على موقع إي آس بي آن كريك إنفو (الإنجليزية)